# Francesco Eschinardi
Francesco Eschinardi ou François Eschinard (13 décembre 1623 à Rome - 12 janvier 1703 à Rome) est un mathématicien  et jésuite italien.

## Biographie
Francesco Eschinardi naît le 13 décembre 1623 à Rome. Il embrassa, jeune, la règle de Saint Ignace. Après avoir professé quelque temps la philosophie et la rhétorique, il fut chargé d'enseigner les mathématiques à Florence, à Perouse, et puis au Collège romain.
Il eut, en 1662, l'honneur de prêcher le jour de Pâques en présence du pape Alexandre VII, et son Sermon, qui lui mérita les éloges du pontife, fut imprimé par ordre du maître du sacré-palais. Admis à l'Académie physico-mathématique, fondée en 1675 à Rome par le prélat Giovanni Giustino Ciampini, il y lut un grand nombre de mémoires sur divers sujets scientifiques. ll comptait parmi ses amis les principaux prélats de la cour de Rome, ainsi que les savants les plus distingués d'Italie et de France.
Eschinardi meurt à Rome le 12 janvier 1703.

## Cursus physico-mathematicus
Dans son Cursus physico-mathematicus, publié en 1689, Eschinardi ajoute à une présentation pédagogique des principaux aspects de l'astronomie, le traitement de quelques problèmes qui ont été ľobjet d'expériences réalisées dans le cadre de I'Académie physico-mathématique. Ce que le compte rendu de l'ouvrage publié dans les Acta Eruditorum ne manque pas de relever. Quant au système du monde, Eschinardi présente le traité de la sphère de façon classique, en partant du système géocentrique. En même temps, il expose avec précision les caractéristiques des systèmes copernicien et tychonique, dont il a fabriqué des maquettes qu'il utilise depuis des années. Aussi, il remarque à plusieurs reprises qu'il y a une équivalence et une réciprocité, du point de vue de l'astronome, entre le système géocentrique et I'héliocentrique, et que ce dernier permet des calculs plus simples et plus précis, ce qui est appréciable. Eschinardi va jusqu'à dire que, si on évalue les arguments de l'expérience en toute connaissance de cause, il est difficile de choisir entre le mouvement du soleil et celui de la terre, non sans relever que difficile est hactenus afferre argumentum validum petitum ab experientia contra Copernicum, in quo plures erraverunt. Le mathématicien jésuite refuse donc de choisir et se retranche derrière la distinction traditionnelle entre hypothèses astronomiques et réalité physique, distinction que les coperniciens enfreignent lorsqu'ils passent ab hypothesi utiliter ficta a mathematicis ad physicam conclusionem.

## Œuvres

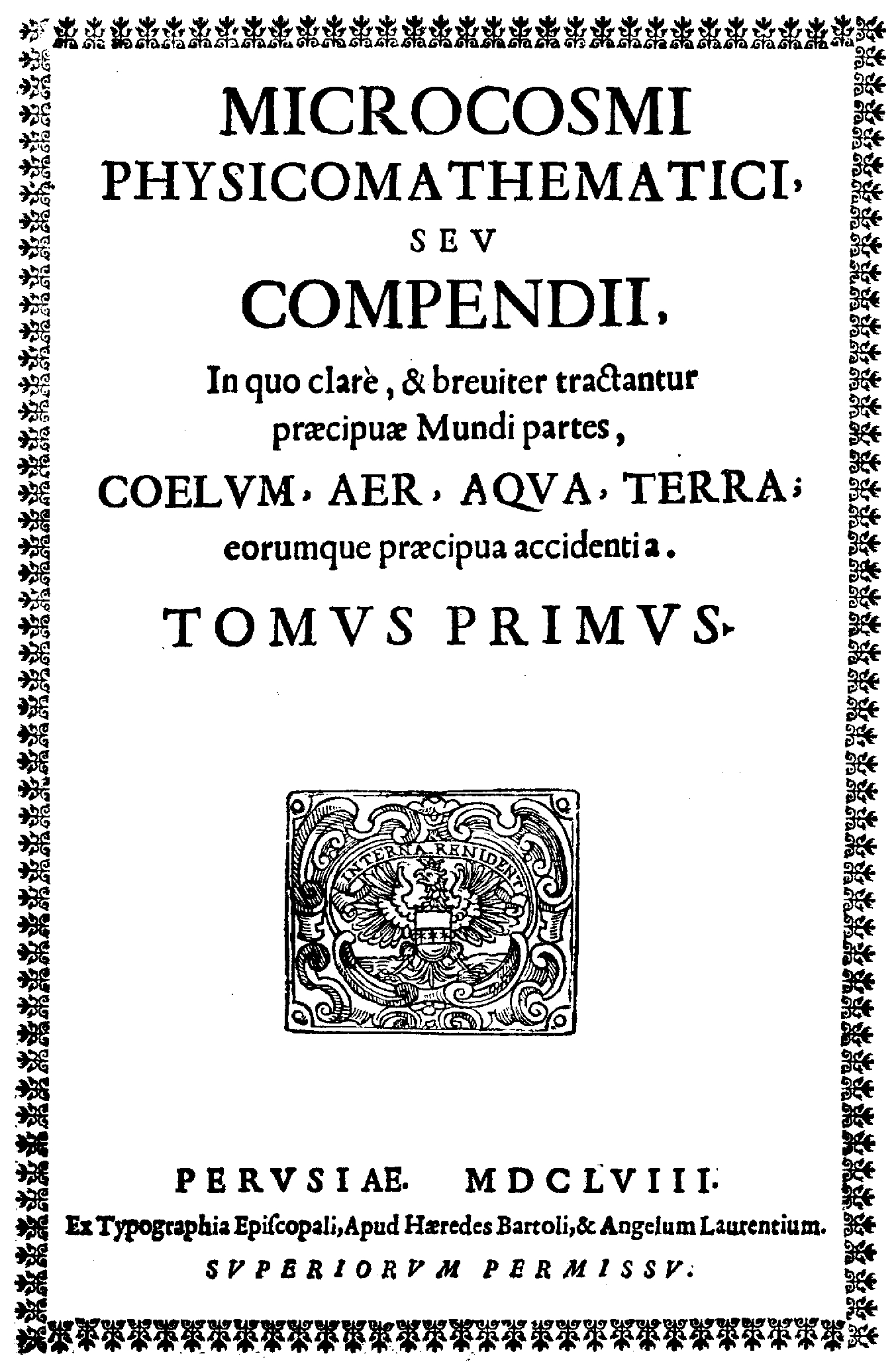
Microcosmi physicomathematici, 1658

- (la) Francesco Eschinardi, Microcosmi physicomathematici, Pérouse, Tipografia episcopale Perugia, Angelo Bartoli (eredi), Angelo Lorenzi, 1658 (lire en ligne)
- (it) Francesco Eschinardi, Ragguagli dati ad un amico in Parigi sopra alcuni pensieri sperimentabili proposti nell'accademia fisicomatematica di Roma, Rome, Nicolò Angelo Tinassi, 1680 (lire en ligne)
- (it) Francesco Eschinardi, Lettera al signor Francesco Redi nella quale si contengono alcuni discorsi fisicomatematici, Rome, nella stamperia di Nicol’Angelo Tinassi, 1681 (lire en ligne). Cette lettre, adressée au célèbre physicien Francesco Redi, contient quatre discours ou dussertations : 1° Sur le projet de percer l'isthme de Suez, dont, suivant Eschinardi, la plus grande difficulté n'est pas dans l'inégalité de la hauteur du bassin des deux mers, mais dans l'immense amas de sables au travers desquels il est comme impossible de creuser un canal qui serait navigable ; 2° Sur la nature des Comètes ; 3° Sur les causes des variations de l'aiguille aimantée ; 4° Sur le poisson fabuleux que les anciens nommaient Remora, et auquel ils attribuaient le pouvoir d'arrêter la marche des vaisseaux en pleine mer.
- (la) Francesco Eschinardi, De impetu tractatus duplex, Rome, Angelo Bernabò, 1684 (lire en ligne). C'est un traité du mouvement ; on en trouve l'analyse dans les Acta Eruditorum, 1686, 447.
- (la) Francesco Eschinardi, Cursus Physicomathematicus (tome 1er), Rome, Johannes Jacobus Komarek, 1689 (lire en ligne)
- (it) Francesco Eschinardi, Descrizione di Roma e dell'agro romano, Rome, Domenico Francioli, 1750 (lire en ligne)